# Bröstmjölk

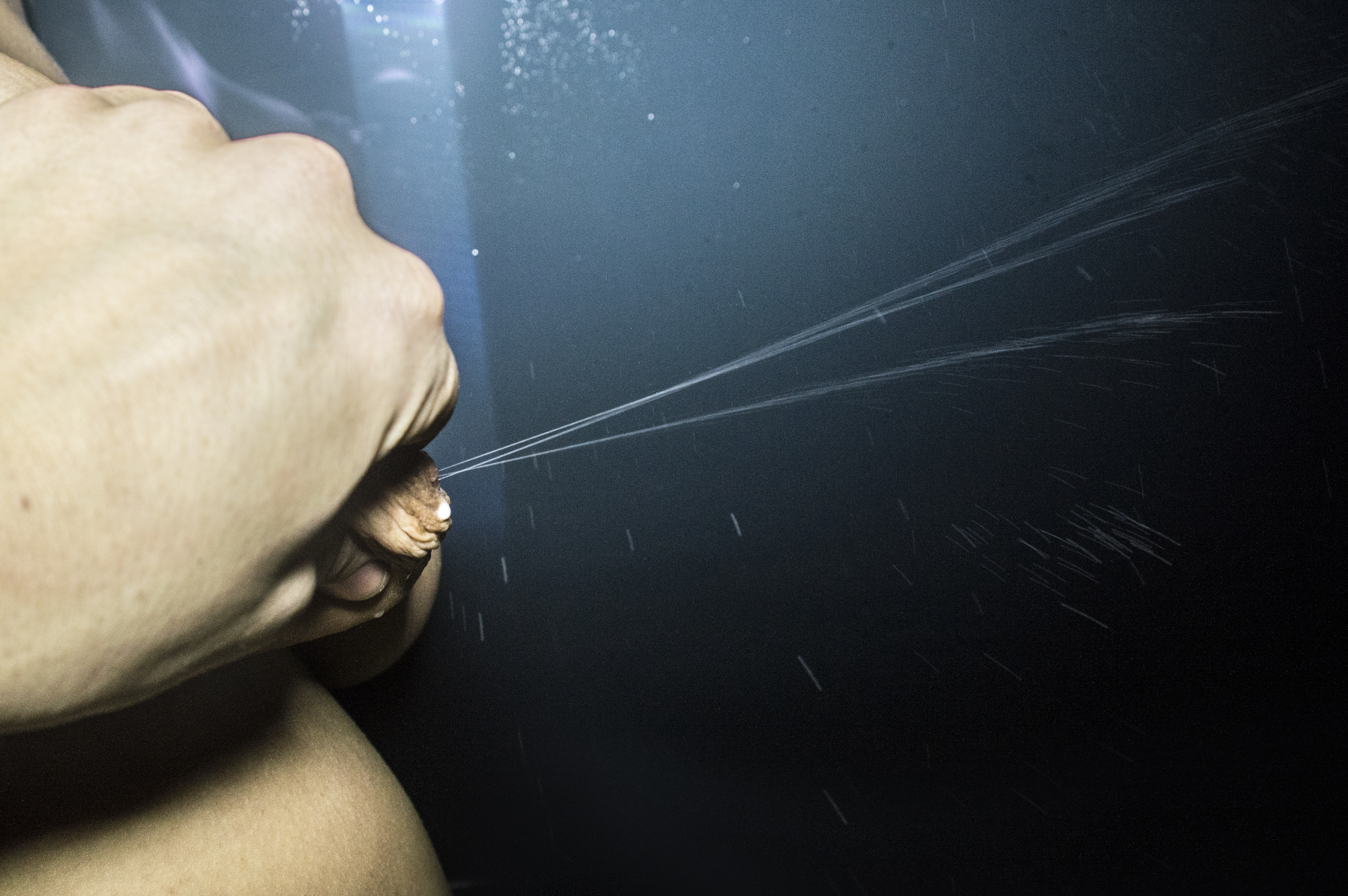
Utvinning av bröstmjölk.

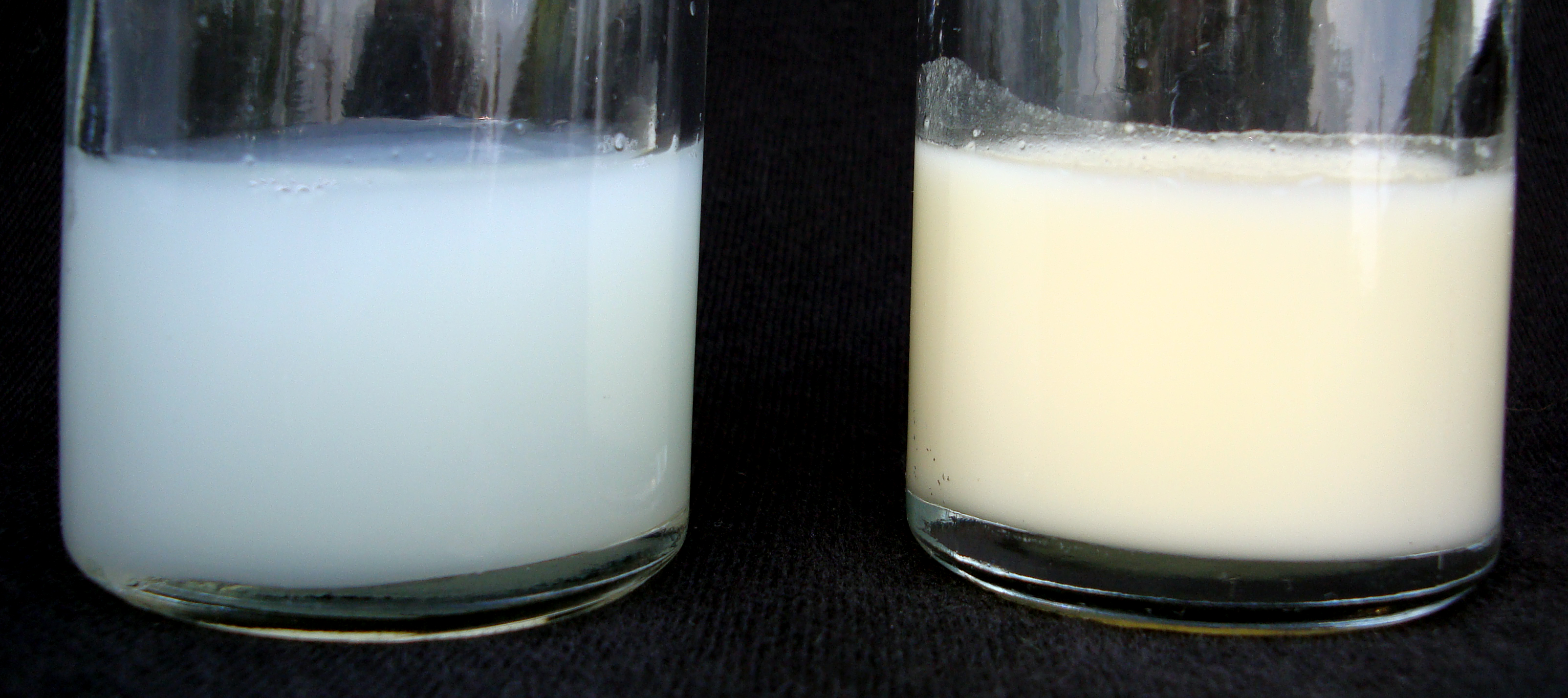
Bröstmjölk. Till vänster mjölk med lägre fetthalt från ett fullt bröst, till höger mjölk med högre fetthalt från ett mer tömt bröst.

Bröstmjölk eller modersmjölk är mjölk som produceras i kvinnobröst under en graviditet och som spädbarn får från sin mor eller någon annan kvinna.
Bröstmjölk börjar bildas i körtelvävnaden från ungefär mitten av graviditeten och den mogna mjölken rinner till under de första dagarna efter förlossningen. Produktionen sker i bröstens körtelgångar under inverkan av hormonet prolaktin. Den allra första mjölken kallas för kolostrum eller råmjölk och är rik på antikroppar, proteiner, järn, natrium, kalium, fettlösliga vitaminer och mineralämnen. Dessa olika ämnen krävs för att barnet ska växa och utvecklas normalt. Speciella infektionsskyddande proteiner finns också med. Den är laxerande och sätter igång bebisens avföring så att barnbecket från fostertiden ersätts med en tunn och grynig avföring. Jämfört med den mogna mjölken innehåller kolostrum mindre fett, laktos och vattenlösliga vitaminer. Övergången från kolostrum till mogen mjölk sker gradvis under några veckor. 
Modersmjölk utgör all näring som spädbarnet behöver under sina första sex månader, med undantag för D-vitamin som behöver tillföras via droppar. Den innehåller 0,8 % till 0,9 % protein, 3 % till 5 % fett, 6,9 % till 7,2 % kolhydrater och 0,2 % aska (mineraler). Dessa näringsämnen är väldigt viktiga för barnet då det behöver dessa ämnen för att kunna växa. Efter 6 månader kan tilläggskost börja introduceras tillsammans med modersmjölken. Enligt världshälsoorganisationen WHO bör bröstmjölk vara en del av barnets kost fram till åtminstone 2 års ålder. Detta får fortsätta så länge mamman och barnet vill. Avvänjning från modersmjölken kallas ablaktering.
Barnets immunförsvar stärks också genom överförandet av oligosackarider som skyddar barnet mot infektioner. Vidare finns det även immunförsvarsceller såsom T-celler, makrofager och granulocyter i mjölken. Man har även från modersmjölk isolerat ett protein som kallas för HAMLET, vilket har visat sig kunna döda cancerceller.

## Förvaring och föreskrifter

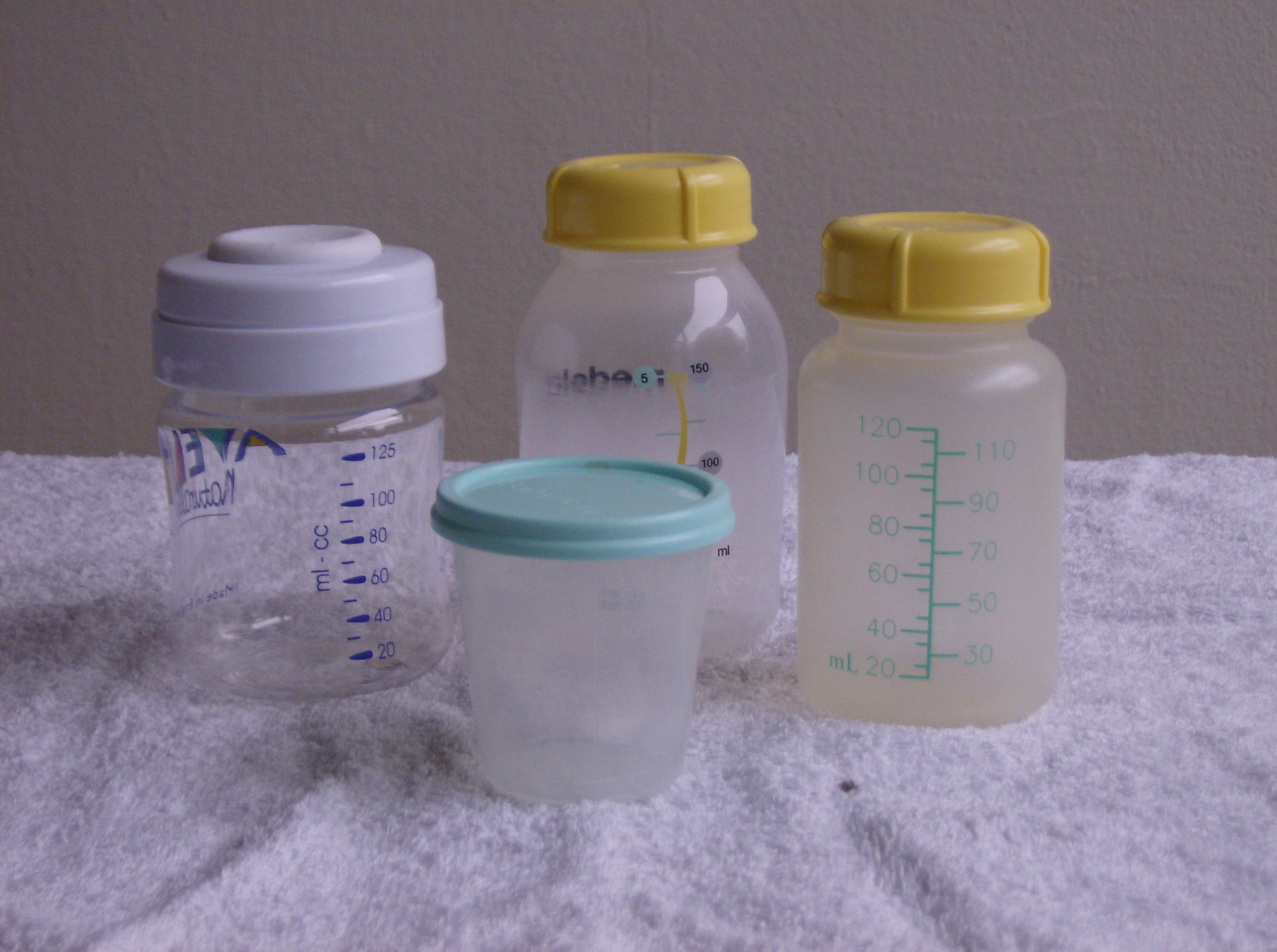
Tre förvaringsflaskor och en förvaringsburk med lock.

Enligt Livsmedelsverkets föreskrifter är det viktigt att tvätta händerna innan man mjölkar ut mjölken i syfte att förhindra att eventuella bakterier eller virus hamnar i mjölken. Mjölken kan ställas direkt i kylskåp eller frys. I kylskåp är den hållbar i tre dagar och i frys i sex månader. Upptining ska ske i vattenbad eller i kylskåp. Mjölk som blir över efter att barnet har ätit ska slängas.

## Folktro
Bröstmjölk räknades i svensk folktro som ett magiskt medel, bland annat för att förebygga eller släcka vådeld. Vid svedjebruk ska kvinnor ha kretsat kring svedjelandet och mjölkat sina bröst för att se till att elden inte spred sig till större område än avsett. Inom folkmedicin användes den för att bota ögon- och öronsjukdomar samt som smärtstillande medel. Om man tog urin från en sjuk person och blandade med modersmjölk och denna blandning löpte ihop blev den sjuke frisk, annars inte. En kvinna som tuggade på rötter från stensöta skulle enligt folktron få rikligt med bröstmjölk.